# Callicostella eberhardtiana
Callicostella eberhardtiana là một loài rêu trong họ Pilotrichaceae. Loài này được Broth. & Paris mô tả khoa học đầu tiên năm 1908.